# Maureen Solomon
Maureen Solomon es una actriz nigeriana retirada, quien durante sus años activos en la industria cinematográfica de su país participó en más de ochenta películas de Nollywood.

## Biografía
Salomón nació el 23 de diciembre de 1983 en el estado de Abia, Nigeria, en la ciudad Isuochi donde realizó sus estudios y obtuvo tanto su primer certificado de estudios como su certificado de estudios Superiores del África Occidental.

## Carrera profesional
Solomon reveló en una entrevista que comenzó a actuar en teatro mientras estaba en la primaria y siempre había deseado ser una actriz. Debutó como en la industria cinematográfica nigeriana a los diecisiete años con la película titulada Alternative, dirigida por Lancelot Oduwa Imasuen. Describió su primera audición como un error por parte del director de cine nigeriano, quien la confundió con una de las audiciones registradas y le dio un guion para memorizar e interpretar, aunque ella solo estaba por casualidad en el lugar de la audición. Recibió una llamada al día siguiente y se le asignó un papel por el que le pagaron ₦ 2000 ($ 20, por tipo de cambio de 2001) La actriz abandonó la industria cinematográfica nigeriana en 2011.

## Filmografía seleccionada
- Heart Of Stone (2010)
- Kiss The Dust (2008)
- Angel Of My Life (2007)
- Careless Soul (2007)
- Final War (2007)
- Help Me Out (2007)
- Men On Hard Way (2007)
- Total War (2007)
- Leap Of Faith (2006)
- The Lost Son (2006)
- The Snake Girl (2006)
- Tomorrow Lives Again (2006)
- Without Apology (2006)
- Baby Girl (2005)
- Blood Battle (2005)
- C.I.D (2005)
- Desperate Love (2005)
- Diamond Forever (2005)
- Forgiveness (2005)
- Love Is A Game (2005)
- Home Apart (2005)
- Marry Me (2005)
- My School Mother (2005)
- Red Light (2005)
- Rising Moon (2005)
- Songs of Sorrow (2005)
- Suicide Lovers (2005)
- Test Of Manhood (2005)
- Expensive Game (2005)
- Coronation (2005)

## Vida personal
Solomon contrajo matrimonio en 2005 con el Sr. Okereke y tienen dos hijos juntos.